# 胡欽華
胡欽華（？—17世紀），字實美，紹興府山陰縣人，南明政治人物。

## 生平
胡欽華是胡執恭的兒子，永曆年間從賓州知州改任潯梧副使；永曆帝來到潯州，他負責迎駕，升任僉都御史，巡撫湖廣，受命催調曹志建、焦璉支援廣西，而李明忠、熊兆佐援支援廣東。瞿式耜、何騰蛟彈劾胡欽華至罷官，他上奏瞿式耜老奸巨滑、誤國害民，請求逮捕治罪。後來他和與黔陽的貢生丘式耘、長垣的王幼輿、高密的王敬修，一同隱居在黔陽金箔園。

## 引用
1. 1 2  錢海岳《南明史·卷五十六·列傳第三十二》：（胡）欽華，字實美，紹興山陰人。執恭子。永曆時，自賓州知州歷潯梧副使。上幸潯州，迎駕，擢僉都御史，巡撫湖廣，命催調曹志建、焦璉援桂，李明忠、熊兆佐援廣。
2. ↑  錢海岳《南明史·卷五十六·列傳第三十二》：為瞿式耜、何騰蛟所劾罷。欽華奏式耜老奸誤國，請併逮治。後與黔陽貢生丘式耘、長垣王幼輿、高密王敬修，同隱黔陽金箔園。